# Matthew Forbes
Matthew Forbes (Raleigh, 6 de abril de 2006) es un tenista profesional estadounidense.

## Trayectoria
Forbes nació en Raleigh, Carolina del Norte, de padres jamaicanos.En agosto de 2024, ganó el Boys' 18 National Championships de la USTA y recibió un Wild Card para el cuadro principal del Abierto de Estados Unidos.